# Homaxinella tanitai
Homaxinella tanitai är en svampdjursart som beskrevs av Kazuo Hoshino 1981. Homaxinella tanitai ingår i släktet Homaxinella och familjen Suberitidae.
Artens utbredningsområde är havet kring Japan. Inga underarter finns listade i Catalogue of Life.